# 藤堂香澄
藤堂 香澄（とうどう かすみ）は、SNK（SNKプレイモア）のゲーム『ART OF FIGHTING 龍虎の拳 外伝』、『ザ・キング・オブ・ファイターズ』シリーズなどに登場する架空の人物。

## キャラクター設定
初代『龍虎の拳』に登場した藤堂竜白の娘（次女）で、行方不明になった父・竜白を探している。また父と同じく藤堂流古武術の使い手であり、父を負かした極限流空手に対してライバル意識を向けている。
本来、父・竜白は瑞穂（長女）に藤堂流古武術の全てを受け継がせようとしたのだが、瑞穂は幼少時より体が非常に弱く、武術の過酷な鍛錬に耐えることができなかった。辛い稽古を積まされる姉の身を案じた香澄は、姉よりも自分に稽古をつけて欲しいと嘆願し、藤堂流古武術を始めた。そのかいあって、現在は藤堂流随一の遣い手となり、瑞穂の体も順調に回復している。
『龍虎の拳 外伝』（以下『龍虎外伝』と表記）では以前に父を負かし、その後の行方を知っているはずであり、兼ねてより自分も一度闘ってみたいと思っていたリョウ・サカザキに会うため単身アメリカに渡る。リョウの足取りを追いかける香澄は、危険な街であるグラスヒルバレーに辿り着く。リョウより先に極限流のロバート・ガルシアを見つけた香澄はリョウの居場所を尋ねたが、ロバートには言葉が通じなかったりでリョウの手掛かりを得ることはできなかった。その後、自力でリョウを見つけ出すも彼が竜白の行方を知る由はなく、結局は分からず仕舞いに終わる。エンディングでは迎えに来た母・志津子に日本へ連れ戻されることになり、その際リョウに自らの鉢巻きを渡して再戦の約束を取り付ける。
『ザ・キング・オブ・ファイターズ』（以下『KOF』と表記）シリーズでは『KOF'96』（以下『'96』と表記）から登場。また『KOF'99』（以下『'99』と表記）から、それまで下ろしていた髪をポニーテールにするようになった。同シリーズでは極限流との対決が主な目的（ただし、極限流の人間であるユリ・サカザキとチームを組んだことがある。香澄曰く、ユリは「亜流」とのこと）となり、『KOF XI』ではアンチ極限流チームとして出場する。
『KOF'98 ULTIMATE MATCH』（以下『'98UM』と表記）では追加エディットキャラクターとして登場している。背景に自らが散々捜し求めていた父の竜白がたびたび登場しているが気づいていないようである。
『龍虎外伝』ではぶっきらぼうな口調で話す。『KOF』ではこの描写はなく、丁寧な喋り方になった。
恋愛ゲームの『Days of Memories』シリーズでは『Days of Memories 〜僕と彼女の熱い夏〜』と『Days of Memories 〜恋はグッジョブ!〜』に攻略対象のヒロインの1人として登場。『僕と彼女の熱い夏』では主人公の部活（柔剣部）の後輩。なお、髪型はポニーテールで服装は『'99』以降のものである。『恋はグッジョブ!』では神社の巫女を務め、また占い師もしている。外見は『龍虎外伝』のものを巫女装束にしたものになっている。両作品とも竜白は行方不明となっているが、香澄のシナリオ終盤には姿を現し主人公に立ち塞がる。女性向けの『僕と彼女の熱い夏』ではリョウ・サカザキのシナリオでサブキャラクターとして少しだけ登場している。

### カプコンとのクロスオーバー
カプコンとの共同製作作品のうち、『CAPCOM VS. SNK 2 MILLIONAIRE FIGHTING 2001』（以下『CAPCOM VS. SNK 2』と表記）では竜白の登場デモに姿をみせるのみだが、『SNK VS. CAPCOM SVC CHAOS』（以下『SVC CHAOS』と表記）で正規に出場する。なお、これらの作品でも髪型がポニーテールである。
『SVC CHAOS』では『龍虎外伝』に近い口調となっているが、不知火舞やキム・カッファンに対しては割と丁寧な口調になる。また、『SVC CHAOS』では誰彼構わず出会い頭に竜白の行方を訊ねたり、ダンをロバートと間違えたりと、無鉄砲かつ思い込みの激しい様子があり、話が通じそうにない暴走庵や洗脳されたケンにまで竜白の行方を聞き出そうとする珍行動も見られる。EDでは竜白の居所を掴めなかったため、再び父を捜すために駆け出した香澄を竜白が陰で見守っていた。

## 技の解説

### 通常技

#### 『KOF』シリーズ
技名が公表されている『'96』の名称のみ記載。
| 操作           | 立ち（近距離） | 立ち（遠距離） | しゃがみ   | 垂直ジャンプ | 前方ジャンプ | 後方ジャンプ |
| -------------- | -------------- | -------------- | ---------- | ------------ | ------------ | ------------ |
| 弱パンチ       | 横肘           | 砕打           | 屈みパンチ | 斬鉄         | 斬鉄         | 斬鉄         |
| 強パンチ       | 圧拳           | 暫扇           | 双掌弾     | 流星兜       | 流星兜       | 流星兜       |
| 弱キック       | 前蹴り         | 紫電           | 霜掛       | 鉄串         | 鉄串         | 鉄串         |
| 強キック       | 轟閃           | 白波           | 草薙       | 山嵐         | 山嵐         | 山嵐         |
| ふっ飛ばし攻撃 | 楔刀           | 楔刀           | -          | 雀蹴り       | 雀蹴り       | 雀蹴り       |

### 通常投げ
持ち回し前落とし
『龍虎外伝』での通常投げ。
百足畳み
『'96』での通常投げ。相手の胸倉を掴み、前から後ろに足を払って前のめりに転倒させる。
蝸牛掛け
『'96』での通常投げ。相手の胸倉を掴み、後ろから前に足を払って背中から地面に落とす。
巻き上げ
『'99』以降の通常投げ。相手の胸倉を掴み、顎を突き上げるような掌底突きで吹き飛ばす。
合気投げ
『'99』以降の通常投げ。合気道のように相手の力を利用して投げ飛ばす。

### 特殊技
轟閃
『龍虎外伝』の特殊技。リーチの長い突きで、「白波」の追加技としても出せる。
白波
『龍虎外伝』の特殊技。前進して後ろ回し蹴りをする。
飛槍
『龍虎外伝』の特殊技。中段の突進飛び蹴り。
殺掌陰蹴 / 殺掌陰打
『龍虎外伝』の特殊技。前者は相手の立ちパンチを受け止めて蹴りを出し、後者は相手の中段パンチを受け止めて突きを出す。
双掌弾
『龍虎外伝』の特殊技。踏み込みながら両手を揃えての掌打を出す。追加入力によって以下の技に派生可能。
双掌槍突脚
「双掌弾」を決めた後で出せる蹴り上げ。喰らった相手を浮かせる効果がある。
草薙
「双掌弾」を決めた後で出せる足払い。
肘当て
『'99』から使用する二段肘打ち。

### 必殺技
（藤堂流）重ね当て
腕を振り下ろして気で攻撃する、父譲りの技。気の形状は『龍虎外伝』では竜白と同じカミソリ状だったが、『KOF』以降は丸みを帯びた波のような形に変更された。また、それらの作品では空中でも出せる。なお、技名に「藤堂流」がつくのは『龍虎外伝』でのみ。
対空重ね当て
斜め上に向かって「重ね当て」を繰り出すバリエーションで、竜白が『CAPCOM VS. SNK 2』で使用する「仰ぎ重ね当て」に似たもの。『'98UM』で使用。
藤堂流 雷咆吼
気合を発して攻撃。『龍虎外伝』のみで使用された技であったが、他作品では『'98UM』で初めて使用される。
殺掌陰蹴
中段当て身投げ。元々は『龍虎外伝』での特殊技で、『'96』以降では必殺技になっている。
滅心無投
上段当て身投げ。『'96』から使用。
白山桃
伸び上がりつつ拳を突き上げる技。強で出すと少し踏み出して繰り出す。『'96』から使用し、『KOF XI』では下記の「天地周転」に取って代わられた。
竜巻槍打
打撃投げで、最後に「白山桃」で打ち上げる。打ち上げた相手に空中追撃できるが、『KOF XI』では強のみ通常の吹っ飛びになった。『'96』から使用。
扇溝流し
水平手刀打ち、打ち上げ掌底、（特殊技「肘当て」と同じ）打ち下ろし、後ろ回し蹴りの4連続で打撃を繰り出す連続入力技。『'99』から使用。入力回数は『KOF2000』（以下『2000』と表記）までおよび『SVC CHAOS』では3回まで（最初の入力で2回攻撃する）だが、『KOF XI』では4回になった。
扇溝寄身
『KOF XI』で追加された「扇溝流し」3段目からの派生技。攻撃せずに接近するフェイント技。
半身 諸手返し
下段当て身投げ。『2000』から使用。
天地周転
両腕を差し出し、ヒットすると後ろの方に高く投げ上げる掴み打撃技。強のみ「白山桃」と同じ動作で踏み出して行う。特殊空中ヒット判定を持つ。『KOF XI』から使用。
双掌弾
踏み込みながら両手を揃えての掌打を入れる。元々は『龍虎外伝』での特殊技で、『KOF』シリーズでは『'99』以降でもふっ飛ばし攻撃の動作として使われている。『'98UM』では必殺技として採用され、さらに追加入力によって以下の技に派生可能。
諸手返し
「双掌弾」を決めた相手を反対側へと投げ倒す。「双掌弾」ヒット時にしか発生しない。
甲割り
「諸手返し」で投げた相手にそのまま拳を打ち下ろし追撃する。

### 超必殺技
（藤堂流 秘伝）超重ね当て
「重ね当て」の動作で巨大な気の波を打ち出す。作品によりボタン押し続けで溜めることができ、『龍虎外伝』では溜めすぎると後ろにのめって倒れてしまう。これも『龍虎外伝』と『KOF』以降とで形状が異なっており、また技名に「藤堂流 秘伝」とつくのが『龍虎外伝』でのみである。『'98UM』のみ、空中から出すことが可能となっている。
心眼 葛落とし
打撃判定であれば、何でも取れる当て身投げ技。『'99』から使用。『SVC CHAOS』ではEXCEEDとして使用。『KOF XI』ではリーダー超必殺技で、スーパーキャンセルやドリームキャンセルで出せば直接攻撃を行う。
なお、反撃の部分は『龍虎外伝』での通常投げ「持ち回し前落とし」とダウン追撃技「甲割」を複合したもの。
不知火
掴みかかった相手の腹部に掌底を打ち込みダウンさせる投げ技。『SVC CHAOS』と『KOF XI』で使用。
双星重ね当て 竜霞
『KOF2002 UNLIMITED MATCH』におけるMAX2。超重ね当てを放とうとした瞬間、背後に父親の竜白らしき人物が現れ、同時に「超重ね当て」を繰り出し、より巨大化した気の波を放つ。技を放った後にはすぐさま居なくなってしまうため、香澄が技後振り返り不思議そうな表情をする。

## 担当声優
- 弓雅枝（以下を除く各種ゲーム作品）
- 田辺留依（アプリ『THE KING OF FIGHTERS ALLSTAR』）

## 関連人物
- 藤堂竜白 - 父
- リョウ・サカザキ - ライバル視の対象、再戦の約束を交わしている
- ロバート・ガルシア - ライバル視の対象
- ユリ・サカザキ - 『KOF 2000』『KOF R-2』でのチームメイト、ライバル視の対象外（香澄曰く「亜流」）
- タクマ・サカザキ - ライバル視の対象（『龍虎』では面識なし）
- キング - 『KOF'96』『KOF 2002UM』でのチームメイト（『龍虎』では面識なし）
- 如月影二 - 『KOF XI』でのチームメイト（『龍虎』では面識なし）
- 不知火舞 - 『KOF'96』『KOF 2000』『KOF 2002UM』でのチームメイトの『餓狼伝説』キャラクター
- ブルー・マリー - 『KOF'99』でのチームメイトの『餓狼伝説』キャラクター
- 李香緋 - 『KOF'99』でのチームメイトの『餓狼伝説』キャラクター、チームストーリー内で食い逃げ犯扱いされた、『KOF 2000』ではアナザーストライカーとして登場する
- 四条雛子 - 『KOF 2000』でのチームメイト
- まりん - 『KOF XI』でのチームメイト
- 麻宮アテナ - 『KOF R-2』でのチームメイト